# 사쿠토정
사쿠토정(作東町)은 오카야마현 북동부에 위치했으며 효고현과 접했던 정이다. 2005년 3월 31일, 아이다군 미마사카정, 오하라정, 아이다정, 히가시아와쿠라촌, 가쓰타군, 가쓰타정과 신설 합병으로 미마사카정이 되어 소멸하였다. 

## 지리
위치하여 산림으로 차지하고 있다. 과거에는 이즈모 가도의 역참마을로서 발전해 왔다

## 역사
- 1953년 9월 1일 - 아이다군 에미정, 도이정, 후쿠야마촌, 아와이촌의 1정 4촌이 합병해 미마사카정이 되었다.
- 2005년 3월 31일 - 아이다군 미마사카정, 오하라정, 아이다정, 히가시아와쿠라촌, 가쓰타군, 가쓰타정과 신설 합병으로 미마사카정이 되었다.

## 교통

### 철도
- 서일본 여객철도 기신 선

### 도로
- 주고쿠 자동차도
- 국도 제179호선
- 국도 제429호선 (일본)(일본어판)